# بالا سيراديميجني
بالا سيراديميجني (بالإيطالية: Pala Serradimigni)‏ صالة رياضية تستخدم لرياضة كرة السلة وتقام فيها أحياناً عدد من الفعاليات الرياضية، تقع في مدينة ساساري التابعة لمقاطعة سردينيا في إيطاليا، تتسع الصالة لأكثر من خمسة ألآف متفرج، وهي الصالة الرسمية لنادي دينامو باسكت ساساري الذي يلعب في ليغا باسكيت الدرجة الأولى، تم افتتاح الصالة سنة 1981.